# (8866) Tanegashima
(8866) Tanegashima ist ein Asteroid des Hauptgürtels, der am 26. Januar 1992 von den japanischen Amateurastronomen Masaru Mukai und Masanori Takeishi am Observatorium in Kagoshima entdeckt wurde.
Benannt wurde er am 2. Februar 1999 nach der Insel Tanegashima, die zu den Ōsumi-Inseln gehört. Im Südosten der Insel liegt ein japanischer Weltraumbahnhof, das Tanegashima Space Center, das der Sitz der National Space Development Agency war, bis diese am 1. Oktober 2003 in der JAXA aufging.